# Decipiphantes decipiens
Decipiphantes decipiens är en spindelart som först beskrevs av Ludwig Carl Christian Koch 1879.  Decipiphantes decipiens ingår i släktet Decipiphantes och familjen täckvävarspindlar. Arten är reproducerande i Sverige. Inga underarter finns listade i Catalogue of Life.